# Abong-Mbang

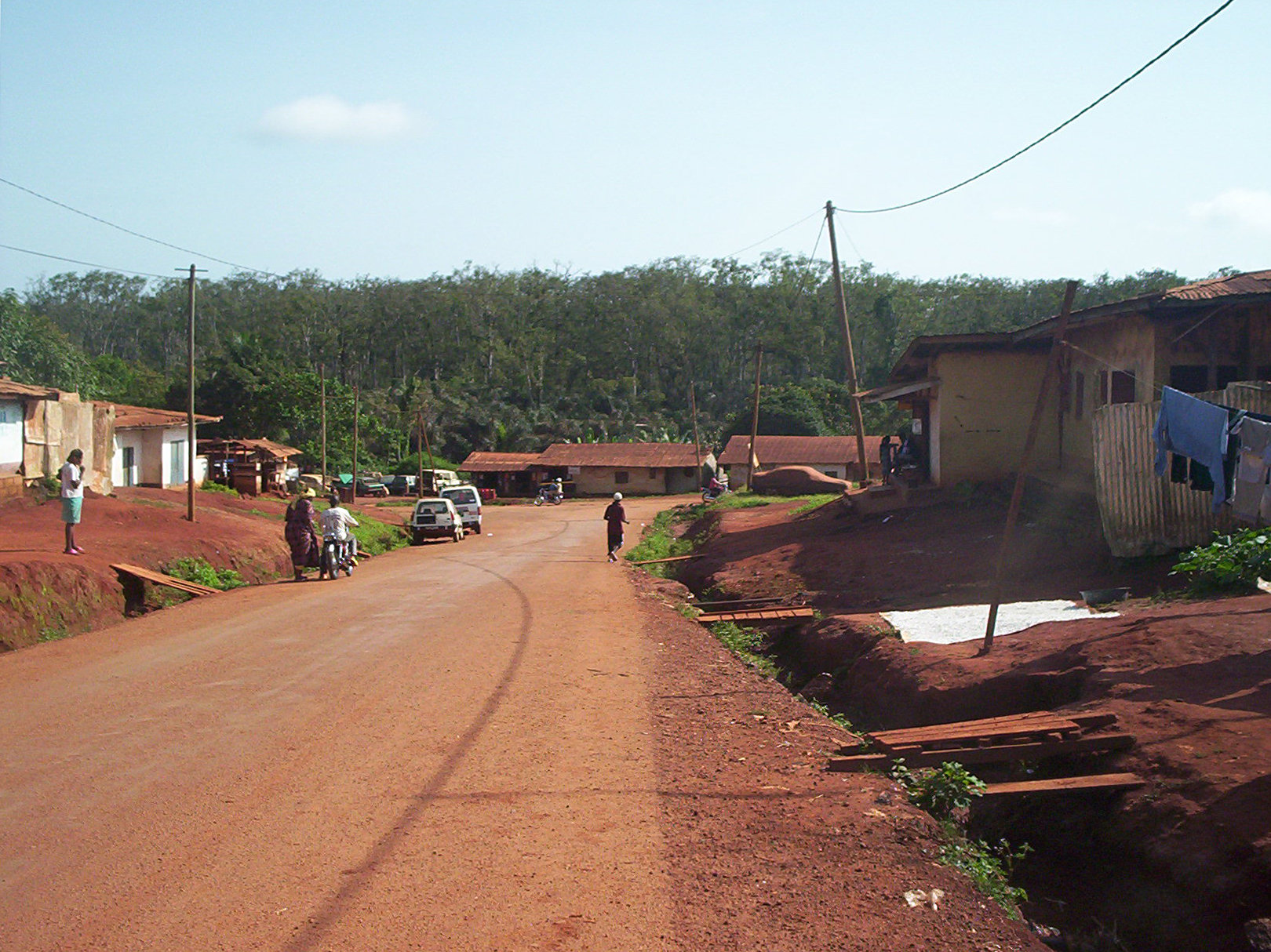
Abong-Mbang

Abong-Mbang ist eine Gemeinde in der Ostregion von Kamerun mit rund 30.000 Einwohnern (Stand 2005) und damit eine der kleinsten Städte des Landes. Abong-Mbang ist die Hauptstadt des Départements Haut-Nyong.

## Lage
Der Ort liegt am Fluss Nyong sowie an der National Route 10, einer Straße, die von der Hauptstadt Kameruns Yaoundé zur Hauptstadt der Region Bertoua führt.

## Bevölkerung
Die Einwohner sind zumeist Angehörige der Makaa, neben kleineren Gruppen der Hausa und Fulbe. Sie sind in der Mehrzahl Christen. Die ursprünglichen Bewohner des Gebietes waren Pygmäen der Kwassio und der Baka, die dann von den Makaa verdrängt wurden.

## Geschichte
Die heutige Siedlung geht erst auf koloniale Zeit zurück. Von 1884 bis 1916 war der Ort Teil der deutschen Kolonie Kamerun und kam dann an Frankreich. In Abong-Mbang sind einige Zeugnisse deutscher Architektur vorhanden, darunter das Gebäude der Sous-Prefecture und das Postamt. Ein ehemaliges deutsches Fort wird heute als Gefängnis benutzt. Der Fluss Nyong war damals zwischen Mbalmayo und Abong-Mbang schiffbar, ist heute jedoch nur mit Einbäumen befahrbar.

## Entwicklung
1996 finanzierte die Europäische Union den Ausbau einer 52 Kilometer langen, ganzjährig befahrbaren Straße von Abong-Mbang nach Lomié, die über eine Reihe von Brücken führt. Das offizielle Ziel des Projekts war die Förderung des Kaffee- und Kakao-Anbaus in der Region. Die Straße führt jedoch am Wildtierreservat Dja vorbei, einem 5.200 Quadratkilometer großen von der UNO als Weltkulturerbe ausgezeichneten Schutzgebiet mit großen Elefanten-Herden und vielen Gruppen von Gorillas und Schimpansen. Trotz der Einwände, vor allem der Afrikanischen Entwicklungsbank, dass die Straße zu einer drastischen Abnahme der Wildtiere und großen Veränderungen für die dort ansässigen Baka-Pygmäen führen würde, wurde der Bau von der EU durchgesetzt. Dies hat seinerzeit für hohes negatives Aufsehen gesorgt.